# Zirconylchlorid

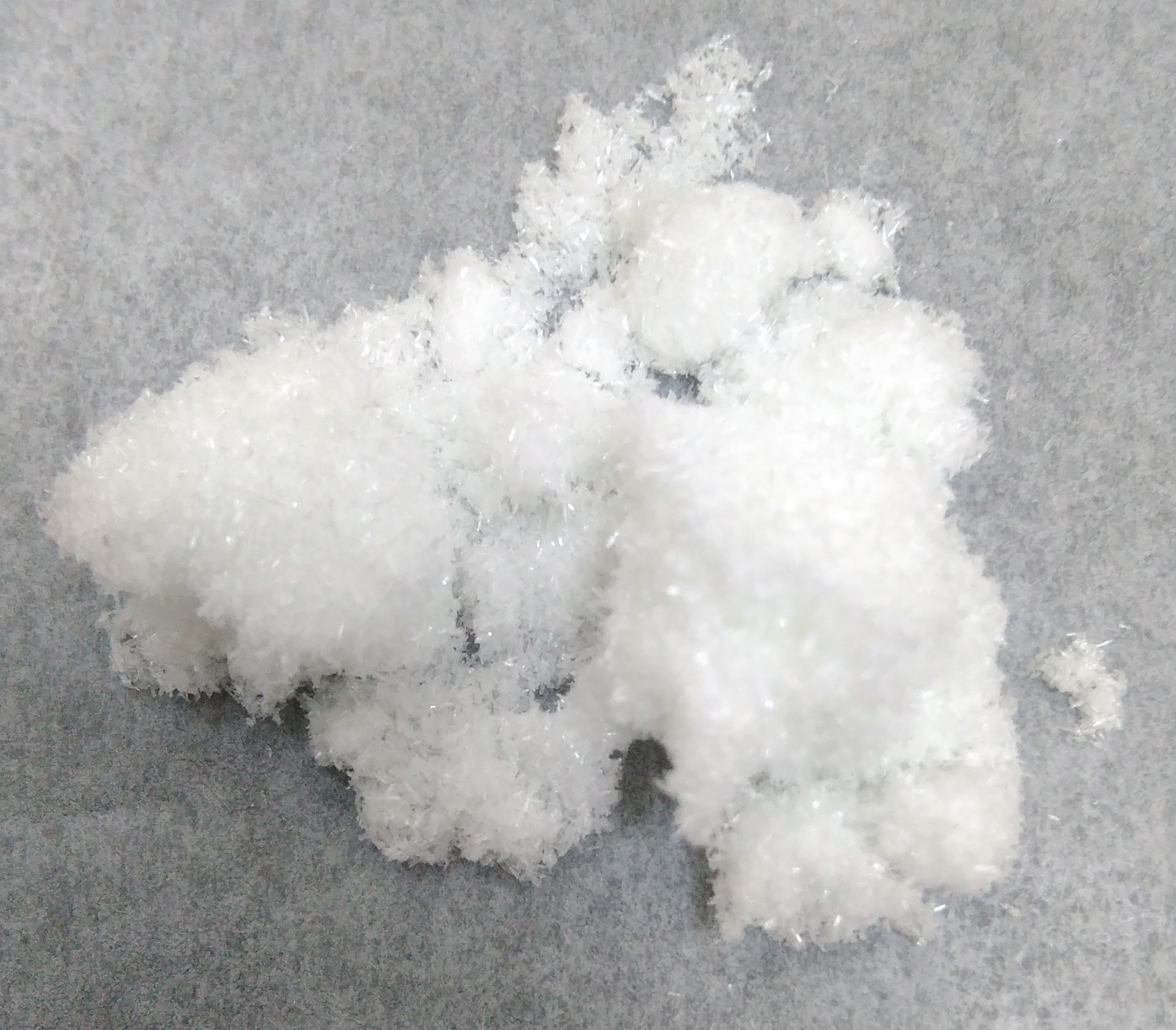

Zirconylchlorid ist eine anorganische chemische Verbindung aus der Gruppe der Chloride, die im Normalfall als Octahydrat vorliegt.

## Gewinnung und Darstellung
Zirconylchlorid kann durch Hydrolyse von Zirconium(IV)-chlorid oder Behandlung von Zirconium(IV)-oxid mit Salzsäure hergestellt werden.

## Eigenschaften
Zirconylchlorid ist ein nicht brennbarer Feststoff, der leicht löslich in Wasser ist. Das Octahydrat gibt bei 150 °C Kristallwasser ab, das entstehende Dihydrat bei 210 °C.

## Verwendung
Zirconylchlorid wird als Reagens zum Nachweis von Fluor und Phosphationen, als Fällungsmittel für organische Kolloide, als Anfärbereagens in der Dünnschicht- und Papierchromatographie verwendet. Es wird auch zur Textilimprägnierung im wässrigen Medium eingesetzt.